# Ординський Володимир Дмитрович
Володимир Дмитрович Ординський (нар. 22 квітня 1985, Яблунівка, Київська область, УРСР) — український футболіст, півзахисник.

## Життєпис
Вихованець білоцерківського футболу, грав у місцевих «Росі» й «Арсеналі», а також в аматорських командах Київщини. Володар багатьох трофеїв вище вказаного регіону, багаторазовий найкращий бомбардир футбольних турнірів Київської області. З «Арсеналом» пройшов шлях від аматорів до другої ліги. 29 липня 2007 року Ординський став автором першого гола в історії «Арсеналу» в чемпіонатах України, у вище вказаному матчі на виїзді були обіграні «Карпати-2» (1:0).
У 2010 році український фахівець Анатолій Писковець, який очолював тбіліський клуб «Гагра», запросив Ординського до Грузії. З цією командою Володимир завоював Кубок Грузії, зайняв перше місце в першій лізі, дебютував у вищому дивізіоні країни (всього 9 матчів 1 гол), а також зіграв у кваліфікаційних матчах Ліги Європи проти «Анортосіса» (0:3, 0:2). Після відходу з грузинського клубу Анатолія Писковця в Польщу, Володимир повернувся додому. 2012 рік провів у білоцерківському «Арсеналі», цього разу в першій лізі. Взимку 2013 року зіграв на Меморіалі Макарова в складі аматорської «Путрівка».
Перед початком сезону 2013/14 років Олег Федорчук, який працював у білоцерківському «Арсеналі» на посаді тренера-консультанта, очолив МФК «Миколаїв» і запросив в команду Володимира Ординського.
В кінці року повернувся до Білої Церкви, де виграв першість міста з командою «Граніт» (Шкарівка).
Наприкінці лютого 2016 року стало гравцем чорногорського клубу «Дечич». У команді не заграв, тому вже незабаром перейшов до скромнішого чорногорського колективу «Раднички» (Беране). У січні 2017 року перейшов до камбоджийського «Пномпень Кроун». Зіграв два матчі в плей-оф Кубку АФК 2017 проти сінгапурського «Гоум Юнайтед». Потім виступав за аматорські клуби.

## Досягнення
«Гагра»
- Кубок Грузії
  -  Володар (1): 2010/11

- Ліга Пірвелі
  -  Чемпіон (1): 2010/11